# 汉斯-格奥尔格·约尔格
汉斯-格奥尔格·约尔格（德語：Hans-Georg Jörger，1903年11月26日—？），德国男子击剑运动员。他曾代表德国参加1936年夏季奥林匹克运动会击剑比赛，获得男子团体佩剑铜牌。